# Jean Louis
Jean-Louis Berthault, conegut artísticament amb el nom de Jean Louis, (París, França 1907 - Palm Springs, Estats Units 1997) fou un dissenyador de vestuari francès, guanyador d'un premi Oscar.

## Biografia
Va néixer el 5 d'octubre de 1907 a la ciutat de París (França). Al llarg de la seva vida es casà en tres ocasions: la primera amb Marcelle M. Martin, un matrimoni que durà de 1954 a 1955, fins a la morta d'ella; la segona vegada amb Margaret Fisher, un matrimoni que durà de 1955 fins al 1989, fins a la mort novament d'ella; el tercer i últim matrimoni fou amb l'actriu Loretta Young, un matrimoni que durà de 1993 fins a la seva mort el 1997.
Morí el 20 d'abril de 1997 a la seva residència de Palm Springs (Califòrnia, Estats Units)

## Carrera artística
Es diplomà a l'Escola Nacional d'Arts decoratives de París, el 1935 es traslladà a la ciutat de Nova York on treballà al costat de la dissenyadora Hattie Carnegie. Aquesta comptà entre les seves clients amb Joan Cohn, dona del president de la Columbia Pictures Harry Cohn.
Instal·lat a Hollywood des de 1944, treballà a la Columbia Pictures fins al 1960. Al llarg de la seva carrera dissenyà el vestuari de nombres actrius de Hollywood, i destaquen els vestits que realitzà per Marlene Dietrich en els seus tours de cabaret que realitzà pels Estats Units i dos vestits icònics: el model que lluí Rita Hayworth a Gilda (1946) i el de Marilyn Monroe durant la celebració de l'aniversari del president John F. Kennedy l'any 1962 i on cantà "Happy Birthday, Mr. President".
Al llarg de la seva carrera fou nominat a 14 premis Oscar, però únicament en guanyà un l'any 1956.

## Premis i nominacions

### Premis Oscar
| Any  | Categoria                       | Pel·lícula                                                   | Resultat  |
| ---- | ------------------------------- | ------------------------------------------------------------ | --------- |
| 1950 | Millor vestuari - Blanc i negre | Nascuda ahir                                                 | Nominat   |
| 1952 | Millor vestuari - Blanc i negre | La dama de Trinidad                                          | Nominat   |
| 1953 | Millor vestuari - Blanc i negre | D'aquí a l'eternitat                                         | Nominat   |
| 1954 | Millor vestuari - Color         | A Star Is Born juntament amb Mary Ann Nyberg i Irene Sharaff | Nominat   |
| 1954 | Millor vestuari - Blanc i negre | It Should Happen to You!                                     | Nominat   |
| 1955 | Millor vestuari - Blanc i negre | Queen Bee                                                    | Nominat   |
| 1956 | Millor vestuari - Blanc i negre | The Solid Gold Cadillac                                      | Guanyador |
| 1957 | Millor vestuari                 | Pal Joey                                                     | Nominat   |
| 1958 | Millor vestuari - Blanc i negre | Em vaig enamorar d'una bruixa                                | Nominat   |
| 1959 | Millor vestuari - Blanc i negre | Back Street                                                  | Nominat   |
| 1959 | Millor vestuari - Blanc i negre | Els judicis de Nuremberg                                     | Nominat   |
| 1965 | Millor vestuari - Blanc i negre | El vaixell dels bojos juntament amb Bill Thomas              | Nominat   |
| 1966 | Millor vestuari                 | Gambit                                                       | Nominat   |
| 1967 | Millor vestuari                 | Millie, una noia moderna                                     | Nominat   |